# Fredrick Crabtree
Fredrick Crabree (sinh năm 1865) là một cầu thủ bóng đá người Anh thi đấu ở Football League cho West Bromwich Albion.